# 刘凡 (1949年)
刘凡（1949年4月—），湖北黄冈人，汉族，中华人民共和国政治人物、第十一届全国政协委员。
加入中国国民党革命委员会，担任港澳台侨委员会副主任、民革中央副主席。2008年，当选第十一届全国政协常务委员，代表中国国民党革命委员会，分入第三组。